# Ulsterskottar
Ulsterskottar (Ulster-Scots: Ulstèr-Scotch); (Iriska: Ultais) är en etnisk folkgrupp med ursprung i regionen Ulster på Irland men även i en mindre utsträckning från resten av Irland. Deras förfäder var protestantiska skottar som från Skotska lågländerna som invandrade till Irland under 1500- och 1600-talet för att kolonisera norra Irland. De hade tilldelats land i bosättningen i Ulster som tidigare tillhört irisktalande adelsmän som motsatt sig det engelska styret. Ulsterskottar härstammar till stor del från kolonister från Galloway, Ayrshire och den skotsk-engelska gränsen och en del har sitt ursprung längre norrut i Skottland samt vissa i norra England. De utvandrade senare i stort antal till bland annat USA och hela Brittiska imperiet men även till Argentina och Chile.